# Onosma wardii
Onosma wardii är en strävbladig växtart som först beskrevs av W. W. Smith, och fick sitt nu gällande namn av Ivan Murray Johnston. Onosma wardii ingår i släktet Onosma och familjen strävbladiga växter. Inga underarter finns listade i Catalogue of Life.